# Saraca asoca
Saraca asoca ist eine Pflanzenart innerhalb der Familie der Hülsenfruchtgewächse (Fabaceae). Die natürliche Heimat ist der Indische Subkontinent: Bangladesch, Indien sowie Sri Lanka und das westliche Myanmar. Die Sanskrit-Bezeichnung ashoka bedeutet „ohne Sorgen“, davon abgeleitet wird manchmal diese, aber auch eine andere Art (Monoon longifolium) Ashokabaum genannt.

## Beschreibung

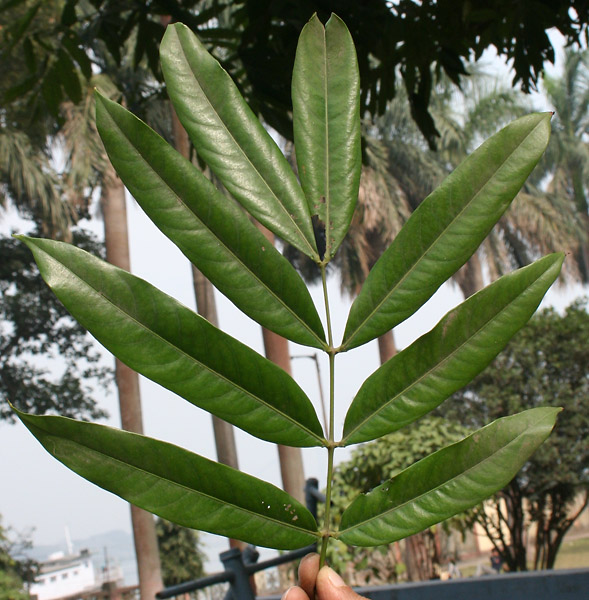
Paarig gefiedertes, ledriges Laubblatt

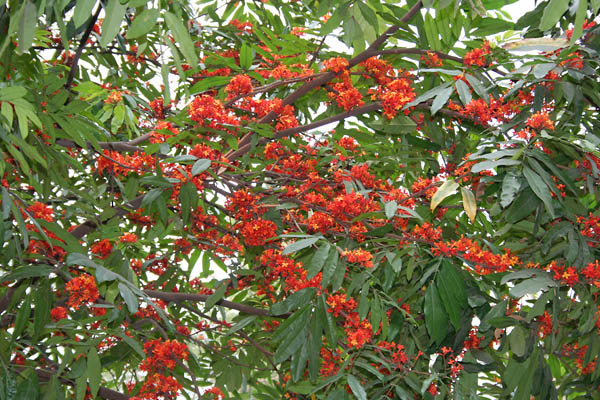
Ashokabaum mit Laubblättern und Blütenständen

### Erscheinungsbild und Blatt
Saraca asoca wächst als immergrüner, aufrechter kleiner Baum und erreicht Wuchshöhen von maximal 8 bis 12 Meter. Er verzweigt sich früh; seine Äste bilden eine weitausladende Krone aus.
Die gestielten Laubblätter sind 30 cm lang und paarig gefiedert mit nur vier bis sechs Paaren von Fiederblättern. Die kahlen, ledrigen Fiederblätter sind mit einer Länge von 10 bis 20 cm relativ groß und länglich oder lanzettlich. Die kleinen, intrapetiolaren Nebenblätter fallen früh ab.

### Blütenstand, Blüte, Frucht und Samen
Die Blütezeit reicht in Pakistan von Januar bis Mai. in einem schirmrispigen Blütenstand stehen viele Blüten dicht zusammen. Es sind kleine, früh verwelkende, farbige Tragblätter vorhanden. Die Deckblätter sind gefärbt.
Die Blüten verströmen ein intensives Duftaroma. Die zwittrigen Blüten sind schwach zygomorph und vierzählig. Auf dem 1,2 bis 1,7 cm hohen röhrigen Blütenbecher (Hypanthium) sitzen die Kelchblätter. Die vier kronblattartigen, nur fast gleichen Kelchblätter sind oval. Die Farbe der Kelchblätter ändert sich im Verlauf der Anthese von anfangs gelb nach gelborangefarben bis am Ende scharlachrot. Es sind keine Kronblätter vorhanden. Es sind ein oder zwei Kreise mit je vier Staubblättern vorhanden; sie überragen die Kelchblätter. Die Staubfäden sind lang und die Staubbeutel sind nur fast gleich. Das einzelne gestielte Fruchtblatt enthält viele Samenanlagen. Der dünne Griffel ist zu einem Ring gebogen und fast so lang wie die Staubblätter.
Die 15 bis 25 cm lange Hülsenfrucht öffnet sich bei Reife und enthält vier bis acht Samen.

## Verbreitung
Das natürliche Verbreitungsgebiet von Saraca asoca reicht von der Malaiischen Halbinsel, Myanmar, über Assam, Bangladesch und dem östlichen Pakistan sowie dem südlichen Indien bis Sri Lanka.
Saraca asoca wurde für den Indischen Subkontinent 1998 in der roten Liste der gefährdeten Arten als „Vulnerable“ = „gefährdet“ bewertet; es ist erforderlich neue Daten zu erheben. Die forstlichen Erhebungen in Sri Lanka ergaben keinen Fund, dies kann bedeuten, dass diese Art in Sri Lanka verschollen oder nur sehr selten ist.

## Taxonomie
Die Erstveröffentlichung erfolgte 1795 unter dem Namen (Basionym) Jonesia asoca Roxb. durch William Roxburgh in Asiatic Researches, 4 S. 355. Die Neukombination zu Saraca asoca erfolgte 1968 durch Willem Jan Jacobus Oswald de Wilde in Blumea, Band 15, S. 393. Ein weiteres Synonym für Saraca asoca
(Roxb.) De Wilde ist Saraca indica L.

## Nutzung
Saraca asoca wird als Zierpflanze verwendet.
Im nördlichen Teil von Sri Lanka wurde das Holz zum Hausbau verwendet. Die Borke dient zur Behandlung von Gebärmutterinfektionen und als Adstringens bei Fällen interner Hämorrhoiden.

## Kulturelle Bedeutung

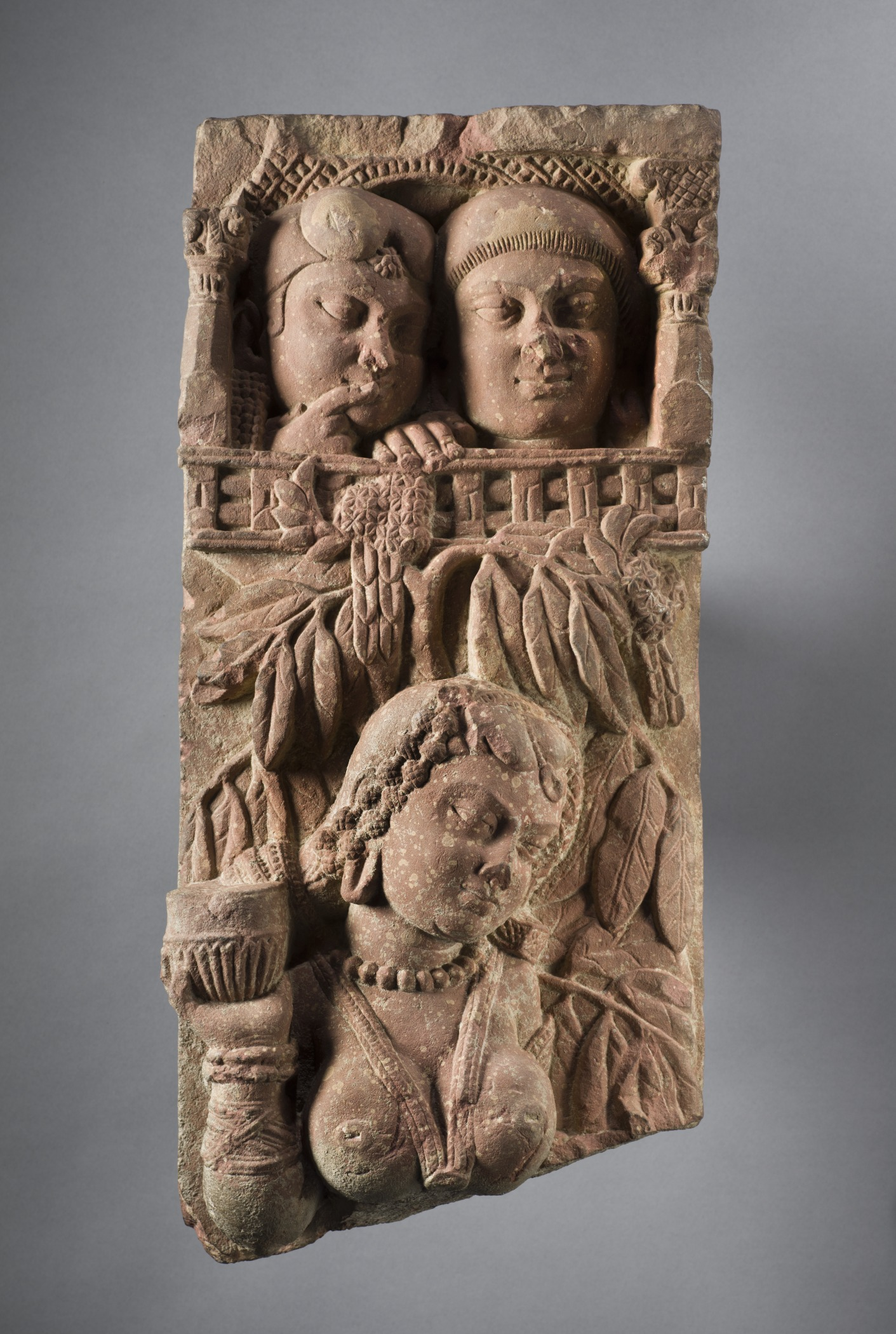
Weibliche Gestalt unter einem Ashoka-Baum, darüber ein Pärchen, Skulptur aus Mathura

Unter dem Namen Ashoka (अशोक aśoka) gehört Saraca asoca zu den prominentesten Pflanzen, die in der Sanskrit-Dichtung beschrieben werden. Dem Ashoka-Baum wird nachgesagt, er sehne sich nach der Berührung durch den Fuß einer schönen Frau, und breche, sobald er von ihr berührt wurde, sofort in Blüten aus. Das Blühen des Ashoka-Baumes findet häufig auch in Beschreibungen des Frühlings Erwähnung. Seine leuchtend roten Blüten werden mit Blut, Rubinen oder Korallen verglichen, wegen der Form des Blütenstandes auch mit weiblichen Brüsten. Der Anblick der Ashoka-Blüten soll bei Liebenden Freude hervorrufen. Hiervon leitet sich der Name Ashoka, wörtl. „kummerlos“, ab. Zugleich erzeugt er aber bei denen, die von ihren Geliebten getrennt sind, Kummer. So beschreibt die dem Dichter Kalidasa (um 400) zugeschriebene Dichtung Ritusamhara das Blühen der Ashoka-Bäume im Frühling und spielt dabei mit dem Kontrast zwischen „Ashoka-Baum / kummerlos“ (अशोक aśoka) und „kummervoll“ (सशोक saśoka):

“आमूलतो विद्रुमरागताम्रं सपल्लवाः पुष्पचयं दधानाः
 कुर्वन्त्यशोका हृदयं सशोकं निरीक्ष्यमाणा नवयौवनानाम्.”

„āmūlato vidrumarāgatāmraṃ sapallavāḥ puṣpacayaṃ dadhānāḥ
 kurvantyaśokā hṛdayaṃ saśokaṃ nirīkṣyamāṇā navayauvanānām.“

„Und alle Zweige des Aśokastrauches sind
 mit leuchtend roten Blumen überall bedeckt.
 Er füllt die Herzen aller schönen jungen Fraun,
 sobald sie ihn entdeckt, mit tiefem Kummer an.“

Der Trivialname von Saraca asoca in den meisten modernen indischen Sprachen leitet sich von der Sanskrit-Bezeichnung Ashoka ab. Ebenso ist im Englischen die Bezeichnung Ashoka tree geläufig. Auch das Artepitethon asoca weist auf die Sanskrit-Bezeichnung hin.

## Ergänzende Literatur
- D. V. Cowen: Flowering Trees and Shrubs in India. Thacker and Co. Ltd., Bombay 1984